# Błogosławiony
Błogosławiony – w Kościele katolickim osoba zmarła, która za życia odznaczała się szczególnymi cnotami inspirowanymi doświadczeniem religijnym lub też która z powodu swojej religii poniosła śmierć męczeńską.
Kościół w akcie beatyfikacji zezwala na publiczny kult takiej osoby w skali lokalnej np. diecezji lub ograniczonej do pewnej grupy wiernych, np. zakonu czy zgromadzenia zakonnego.